# Кодекс
Кодекс је зборник закона, правила и прописа којим се регулише понашање људи у некој области. Кодекс може бити правни, етички, дипломатски, црквени, естетски итд. Етички кодекс социјалног рада садржи правила којих се сваки социјални радник мора придржавати у својој пракси (заштита интереса клијента, тајност извештаја, савесност и објективност у раду итд.). Последица непридржавања кодекса може бити губитак лиценце за рад. Документи о етици Међународне федерације.